# Ljuboten
Der Ljuboten (serbisch und mazedonisch Љуботен, albanisch Lybeten/-i bzw. Luboten/-i) ist ein 2498 m. i. J. hoher Berg im Gebirge Šar Planina an der Grenze zwischen Nordmazedonien und Kosovo.